# 格奧爾格·弗蘭茨·霍夫曼

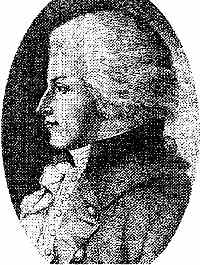
格奧爾格·法蘭茨·霍夫曼（Georg Franz Hoffmann）

格奧爾格·弗朗茨·霍夫曼是一位德國植物學家和地衣學家。他於1760年1月 13 日出生於德國马克特布赖特，於1826年3月17日逝世於俄羅斯莫斯科。

## 職業生涯
他出生於神聖羅馬帝國巴伐利亞選侯國（今巴伐利亞）的马克特布赖特。 從1779年起，他在赫爾博恩學院和埃爾蘭根大學學習醫學，並於1786年獲得博士學位。1789年，他成為埃爾蘭根大學醫學教授，1792年，他被任命為哥廷根大學醫學和植物學教授。 他也擔任哥廷根大學植物園主任。 他已經是一位著名的植物學家，尤其是在地衣方面的研究。大約在這個時候，他多次拜訪了约翰·沃尔夫冈·冯·歌德，歌德也對植物學感興趣。 然而，他多年來一直受到德國植物學家約翰內斯·弗呂格（Johannes Flügge）的批評，後者對霍夫曼的植物學知識表示懷疑，導致霍夫曼最終辭去了哥廷根大學的職務，於1804年成為莫斯科大學植物學教授。1815年當選為德國自然科學院利奥波第那科学院院士。逝世於莫斯科。
他還撰寫了地衣和真菌的插圖百科全書，並描述了新的真菌物種，例如钱苔科的苔蘚Kretzschmaria deusta。茜草科的霍夫曼屬（Hoffmannia）這個名字就是獻給他的。

## 作品
- Descriptio et adumbratio plantarum e classe cryptogámica Linnaei qua lichenes dicuntur... (1789-1801)
- Vegetabilia cryptogama. (1790, Erlangen)
- Nomenclator Fungorum. (1789-1790, two volumes, Berlin)
- Historia salicum, iconibus illustrata. (1785-1787, Leipzig)
- Deutschlands Flora, oder, Botanisches Taschenbuch (1791, 1795, 1800, and 1804, Erlangen)
- Enumeratio plantarum et seminum hort botanici mosquensis. (1808, Moscow)
- Genera Plantarum Umbelliferarum (1814, 1816, Moscow)
- Herbarium vivum, sive collectio plantarum siccarun, Caesareae Universitatis Mosquensis. Pars secunda, continents . . . (1825)

1787 年，奧洛夫·彼得·斯沃茨 (Olof Peter Swartz，1760-1818) 將茜草科的霍夫曼屬 (Hoffmannia) 獻給了他。

## 外部鏈接
- （英文） 莫斯科國立大學植物園服務器：格奧爾格·弗蘭茨·霍夫曼 (Georg Franz Hoffmann) （页面存档备份，存于）